# 899

899(팔백구십구)는 898보다 크고 900보다 작은 자연수다.

## 수학
- 합성수로, 그 약수는 1, 29, 31, 899다. 진약수의 합은 61이므로, 899는 부족수다.
  - 270번째 반소수다. 앞의 반소수는 898, 다음 반소수는 901이다.
- {\displaystyle 899=29\times 31}
  - 연속하는 두 홀수의 곱으로 나타낼 수 있으며, 이 성질을 지닌 앞의 수는 783, 다음 수는 1023이다.
  - 연속하는 두 소수(素數)의 곱으로 나타낼 수 있으며, 이 성질을 지닌 앞의 수는 667, 다음 수는 1147이다.
- {\displaystyle 899=13^{2}+17^{2}+21^{2}}
  - 공차가 4인 세 자연수의 제곱합으로 나타낼 수 있는 수다. 이 성질을 지닌 앞의 수는 800, 다음 수는 1004다.

## 과학
- NGC 899: 고래자리 방향에 있는 불규칙은하.

## 군사
- 899 해군 항공대(영어판): 과거 존재한 영국의 해군 항공대.

## 문화유산
- 대한민국의 보물 제899호: 조흡 사패왕지

## 기타
- 연도: 899년, 기원전 899년